# Gérard Houllier
Gérard Houllier, OBE (* 3. September 1947 in Thérouanne; † 14. Dezember 2020 in Paris) war ein französischer Fußballtrainer und Verbandsfunktionär. Von 2012 bis zu seinem Tod war er Global Sports Director für die Fußballvereine der Red Bull GmbH.
Als Nachfolger von Michel Platini trainierte er von 1992 bis 1993 die französische Nationalmannschaft.

## Biografie
Houllier studierte Ende der 1960er Jahre Anglistik an der Universität Lille. Als sein Vater schwer erkrankte, musste er sein Studium auf Teilzeit umstellen und begann als Lehrer zu arbeiten. 1969 verbrachte er ein Studienjahr in Liverpool und sah zum ersten Mal ein Fußballspiel des FC Liverpool. Er war fortan ein Fan des Vereins und begann sich intensiver mit Fußball zu beschäftigen. Als Amateurfußballer spielte er nach seiner Rückkehr nach Frankreich in Arras, wo er stellvertretender Schulleiter war.
1973 beendete Houllier seine Schullaufbahn und wurde professioneller Fußballtrainer, zunächst als Spielertrainer in Le Touquet, dann als Jugendtrainer in Arras. Ende der 1970er Jahre trainierte er den Drittligisten US Nœux-les-Mines und stieg 1982 mit dem Club in die zweite Liga auf. Nach diesem Erfolg übertrug der Erstligist RC Lens ihm die Verantwortung als Cheftrainer. Nachdem er den Verein 1985 bis in den UEFA-Pokal geführt hatte, wurde er Trainer bei Paris Saint-Germain.
Als Michel Platini die französische Nationalmannschaft als Trainer übernahm, berief er Houllier zu seinem Assistenten. 1992 wurde er dessen Nachfolger als Nationaltrainer. Nachdem er die Qualifikation zur Weltmeisterschaft 1994 verfehlt hatte, trat er zurück, blieb jedoch dem Verband als technischer Direktor und Jugendtrainer erhalten. Sein Nachfolger im Amt des Nationaltrainers, Aimé Jacquet, gewann schließlich die Weltmeisterschaft 1998 und Houllier erhielt für unterstützende Arbeit als technischer Direktor ebenso eine Goldmedaille für die gewonnene Weltmeisterschaft.
Nach der WM 1998 holte ihn der FC Liverpool, um mit ihm und Roy Evans eine neue Mannschaft aufzubauen. Ab November 1998 war Houllier alleinverantwortlich für die Mannschaft des Clubs, der ihn während seines Studienjahrs in Liverpool überhaupt erst zum Fußball gebracht hatte. Mit jungen Stars wie Michael Owen und Steve McManaman sowie europäischen Spielern wie Dietmar Hamann, Markus Babbel und Sami Hyypiä führte er den FC Liverpool wieder in die Nähe alter Erfolge. Seine erfolgreichste Saison war 2000/01, als er den englischen Ligapokal, den FA Cup und den UEFA-Pokal gewinnen konnte.
2003/04 begann der Stern von Gérard Houllier beim FC Liverpool zu sinken. Nach einer schweren Herzerkrankung aus dem Jahre 2001, die ihn sichtlich geschwächt hatte, und einer enttäuschenden Saisonleistung legte er im Mai 2004 sein Amt nieder. Nach einer einjährigen Pause übernahm er zur Saison 2005/06 den französischen Meister Olympique Lyon und spielte mit dem Verein in der Champions League, die sein alter Club FC Liverpool unter seinem Nachfolger Rafael Benítez in der Saison zuvor gewonnen hatte.
Am 25. Mai 2007 trat Houllier als Trainer in Lyon zurück. Seither war er als Directeur technique national einer der einflussreichsten Funktionäre im französischen Fußballverband FFF. Diese Funktion gab er im September 2010 – in zumindest mittelbarem Zusammenhang mit der Kritik an seiner Haltung während des Fiaskos von Knysna – zugunsten einer Anstellung als Manager beim englischen Premier-League-Club Aston Villa auf.
Aus gesundheitlichen Gründen trat Houllier am 1. Juni 2011 bei Aston Villa zurück. Ihn plagten Herzprobleme, weshalb er sich auch schon während seiner Zeit beim FC Liverpool einem Eingriff unterziehen musste. Schon im April, als es Houllier begann, schlechter zu gehen, hatte Co-Trainer Gary McAllister das Mannschaftstraining übernommen.
Im Juni 2012 wurde Houllier neuer Global Sports Director für die Fußballvereine der Red Bull GmbH.
Er saß auch als Mitglied in der Technical Study Group der FIFA.

## Erfolge als Trainer
- Französischer Fußballmeister: 1986 (Paris Saint-Germain), 2006, 2007 (Olympique Lyon)
- UEFA-Pokal: 2001 (FC Liverpool)
- FA Cup: 2001 (FC Liverpool)
- League Cup: 2001, 2003 (FC Liverpool)
- UEFA Super Cup: 2001 (FC Liverpool)
- Trophée des Champions: 2005, 2006 (Olympique Lyon)

## Soziales Engagement
Houllier engagierte sich als Botschafter für Show Racism the Red Card.